# Rufin Steimer
Rufin Steimer, OFMCap, Taufname Johann Adolf Steimer (* 16. April 1866 in Wettingen; † 19. Februar 1928 in Zizers) war ein Schweizer Kapuzinerprediger und Historiker.

## Leben
Rufin Steimer war der Sohn von Josef Friedrich Steimer (1831–1875), Friedensrichter und dessen Ehefrau Verena, geb. Meier (1835–1903). Sein Neffe war Emil Steimer (1899–1971), Präsident des Kantonalverbands christlich-sozialer Organisationen und Präsident der Sport-Toto-Gesellschaft.
Er besuchte von 1881 bis 1885 das Kollegium Stans und trat 1885 in das Noviziat des Kapuzinerordens im Kloster Wesemlin in Luzern ein. Dem philosophisch-theologischen Grundstudium in Fribourg und Solothurn seit 1887 und der Priesterweihe 1889 folgten bis 1891 weitere ordensinterne Theologiestudien in Schwyz und Zug.
Nach ersten pastoralen Erfahrungen im Umfeld der Klöster Wil und Rapperswil 1891–1894 schuf er sich mit Reden zu sozialen Themen einen Namen als Volksprediger im nationalen Verbandskatholizismus. In seinen Vorträgen zur Arbeiterfrage auf nationalen und kantonalen Katholikentagen und in lokalen Vereinen vertrat er die Sozialethik Papst Leos XIII.

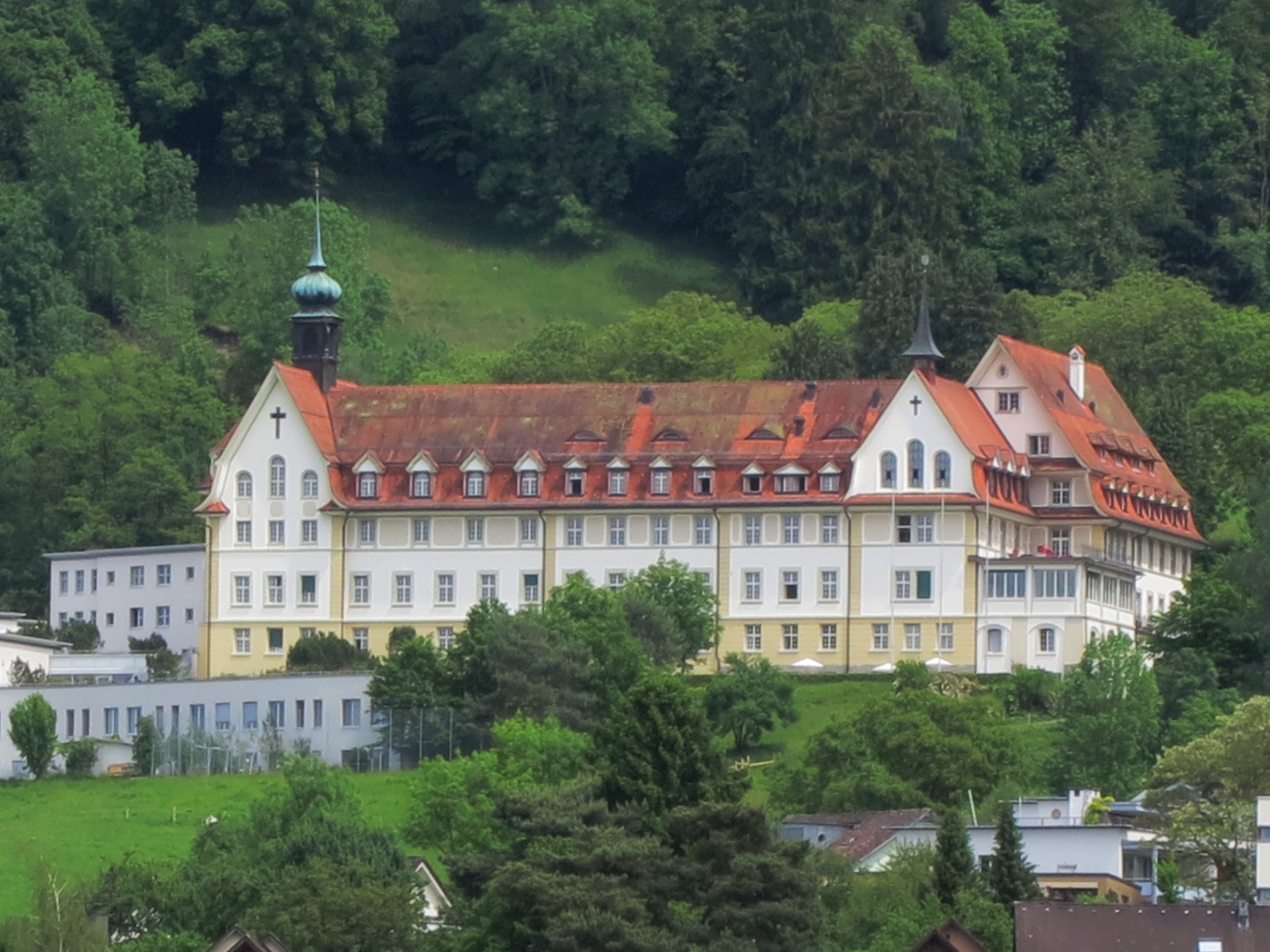
Franziskusheim mit Kirche und Refektorium in Oberwil

1897 wurde auf seine Initiative hin die Caritas-Kommission im Dachverband der katholischen Schweiz gegründet, aus der sich 1901 der Schweizer Caritasverband entwickelte, dessen erster Präsident er bis 1905 war. Er organisierte 1903 in Zug und 1904 in Baden nationale Caritaskongresse und initiierte weitere karitative Werke: Neben der Krankenpflegerschule, die er 1903 in Sarnen schuf, gründete er 1909 die psychiatrische Klinik Franziskusheim in Oberwil bei Zug, in der die Irrenfrage der katholischen Urschweiz nach pastoralmedizinischen Grundsätzen behandelt werden sollte, als deren erster Direktor (bis 1916). Er stützte sich auf Ordenspfleger und wandelte die Eremitenkongregation Luthernbad in Luthern, die er als Barmherzige Brüder neu ausrichtete, zu diesem Zweck zu einer Pflegerkongregation um. Als Direktor in Oberwil sicherte er sein Werk personell, politisch und finanziell ab, überwarf sich jedoch mit seinen Ärzten und wurde daraufhin in juristische Prozesse verwickelt, in deren Folge er im Oktober 1916 vom Kapuzinerprovinzial ins Kloster Dornach (wurde 1990 aufgelöst) bei Basel versetzt wurde. Als Volksmissionar, Stadtprediger und Publizist kämpfte er jahrelang für eine Rückkehr nach Oberwil und schrieb dazu von 1916 bis 1921 eine dreibändige Pastoralpsychiatrie, die jedoch keinen Verleger fand.
1921 nach Rapperswil versetzt, leitete er bis 1924 den Erweiterungsbau des Klosters und 1925 die Renovation der Kirche, die neubarock umgestaltet und an die die Antoniusgrotte angebaut wurde; weiter musste in der Kirche eine neue Gipsdecke angebracht werden, zugleich wurde auf der rechten Seite des Kirchenschiffs ein neues Fenster ausgebrochen.
Er wirkte als Stadtprediger in Zürich, propagierte die neue Afrikamission der Schweizer Kapuziner und verfasste devotionale Kleinschriften sowie historische und biographische Werke. 1900 gründete er die Schweizer katholische Frauenzeitung und war deren erster Redakteur, ebenso war er beim Wochenblatt Der Schweizer Katholik in einer Redaktionstätigkeit.
Er entwarf 1905 die Statuten für einen ersten Katholischen Frauenbund und setzte sich bereits 1918 für das Frauenstimmrecht ein. Durch sein Wirken sprengte er in der sozialen Frage wie in der Frauenfrage Denkstrukturen patriarchaler Verbände und Lebensmodelle der eigenen Ordensprovinz.
Nach seinem Tod wurde er in der Kapuzinergruft des Klosters Rapperswil beigesetzt.

## Schriften (Auswahl)
- Die sociale Frage unter der schweizerischen Kinderwelt, oder, sociale Misstände unter unserer Jugend. Wohlen: K. Meyer, 1898.
- Schweizerischer Charitasführer. Zug: 1899.
- Antonius-Büchlein: Gebet- und Andachtsbuch zu Ehren des grossen Heiligen von Padua. Einsiedeln; Waldshut; Köln 1900.
- Franziskus-Büchlein: Gebet- und Andachtsbuch zu Ehren des Patriarchen von Assisi. Einsiedeln, Benziger & Co. AG, 1902.
- Immortellen auf das Grab von Domherr Joseph Nietlispach, Pfarrer in Wohlen. Wohlen, 1904.
- Rufin Steimer; Alois Huber: Das Kollegium Maria-Hilf in Schwyz: Ein geschichtlicher Rückblick zur Feier des Jubiläums seines fünfzigjährigen Bestandes. 1856–1906. Einsiedeln, Schweiz: Benziger & Co. AG, 1906.
- Die Päpstlichen Gesandten in der Schweiz vom Jahre 1073-1873. Stans: Verlag von Hans v. Matt & Cie. Luzern, 1907.
- Laurentius von Schnüffis; Rufin Steimer: Seraphische Geistesblumen. Einsiedeln: Benziger & Co. AG, 1908.
- Die Mitglieder der schweizerischen Kapuzinerprovinz aus dem Kanton Aargau vom Jahre 1581 bis 1924. 1924.
- Ein Beitrag zur Rechtsgeschichte der alten Stadt und Landschaft Uznach. Uznach 1926.
- Geschichte des Kapuziner-Klosters Rapperswil. Uster: Didierjean, 1927.